# Saint-Antonin-Noble-Val
Saint-Antonin-Noble-Val é uma comuna francesa na região administrativa da Occitânia, no departamento de Tarn-et-Garonne. Estende-se por uma área de 106.12 km², e possui 1.848 habitantes, segundo o censo de 2018, com uma densidade de 17 hab/km².